# ماولبورگ
ماولبورگ (به آلمانی: Maulburg) یک شهر در آلمان است که در لوراخ واقع شده‌است. ماولبورگ ۴٬۰۸۴ نفر جمعیت دارد.